# Ryt antiocheński

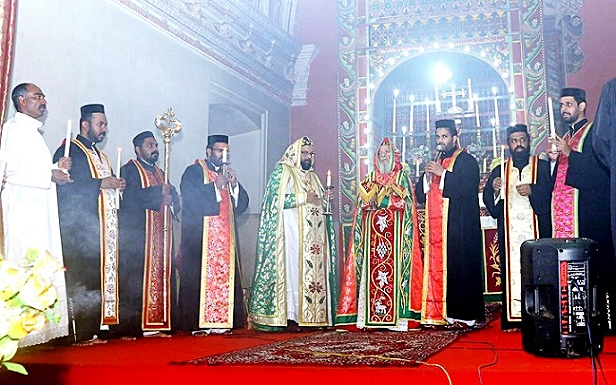
Boska Liturgia (Kurbana) w rycie antiocheńskim, błogosławieństwo pateną i kielichem

Ryt antiocheński albo też ryt zachodniosyryjski – rodzina wschodnich liturgii chrześcijańskich.
Antiochia była bardzo prężnym, greckojęzycznym ośrodkiem liturgicznym. Miał tam swój początek szereg innych rytów chrześcijańskich, z których najbardziej znaczącym jest dziś ryt bizantyjski.

## Ryty zachodniosyryjskie
Do rodziny zachodniosyryjskiej zaliczamy:
- Liturgię św. Jakuba (Liturgię jerozolimską)
- Liturgię maronicką
- Liturgię malankarską